# Hemispingus
A Hemispingus a madarak osztályának verébalakúak (Passeriformes) rendjébe és a tangarafélék (Thraupidae) családjába tartozó nem.

## Rendszerezésük
A nemet Jean Louis Cabanis írta le 1851-ben, az alábbi fajok tartozik ide:
- Hemispingus trifasciatus[2] vagy Microspingus trifasciatus[1]
- Hemispingus piurae[2] vagy Sphenopsis piurae[1]
- Hemispingus frontalis[2] vagy Sphenopsis frontalis[1]
- Hemispingus melanotis[2] vagy Sphenopsis melanotis[1]
- Hemispingus goeringi[2] vagy Poospiza goeringi[1]
- Hemispingus rufosuperciliaris[2] vagy Poospiza rufosuperciliaris[1]
- Hemispingus superciliaris[2] vagy Thlypopsis superciliaris[1]
- Hemispingus verticalis[2] vagy Pseudospingus verticalis[1]
- Hemispingus xanthophthalmus[2] vagy Pseudospingus xanthophthalmus[1]
- Hemispingus reyi[2] vagy Kleinothraupis reyi[1]
- Hemispingus atropileus[2] vagy Kleinothraupis atropileus[1]
- Hemispingus auricularis[2] vagy Kleinothraupis auricularis[1]
- Hemispingus calophrys[2] vagy Kleinothraupis calophrys[1]
- Hemispingus parodii[2] vagy Kleinothraupis parodii[1]